# 토양구

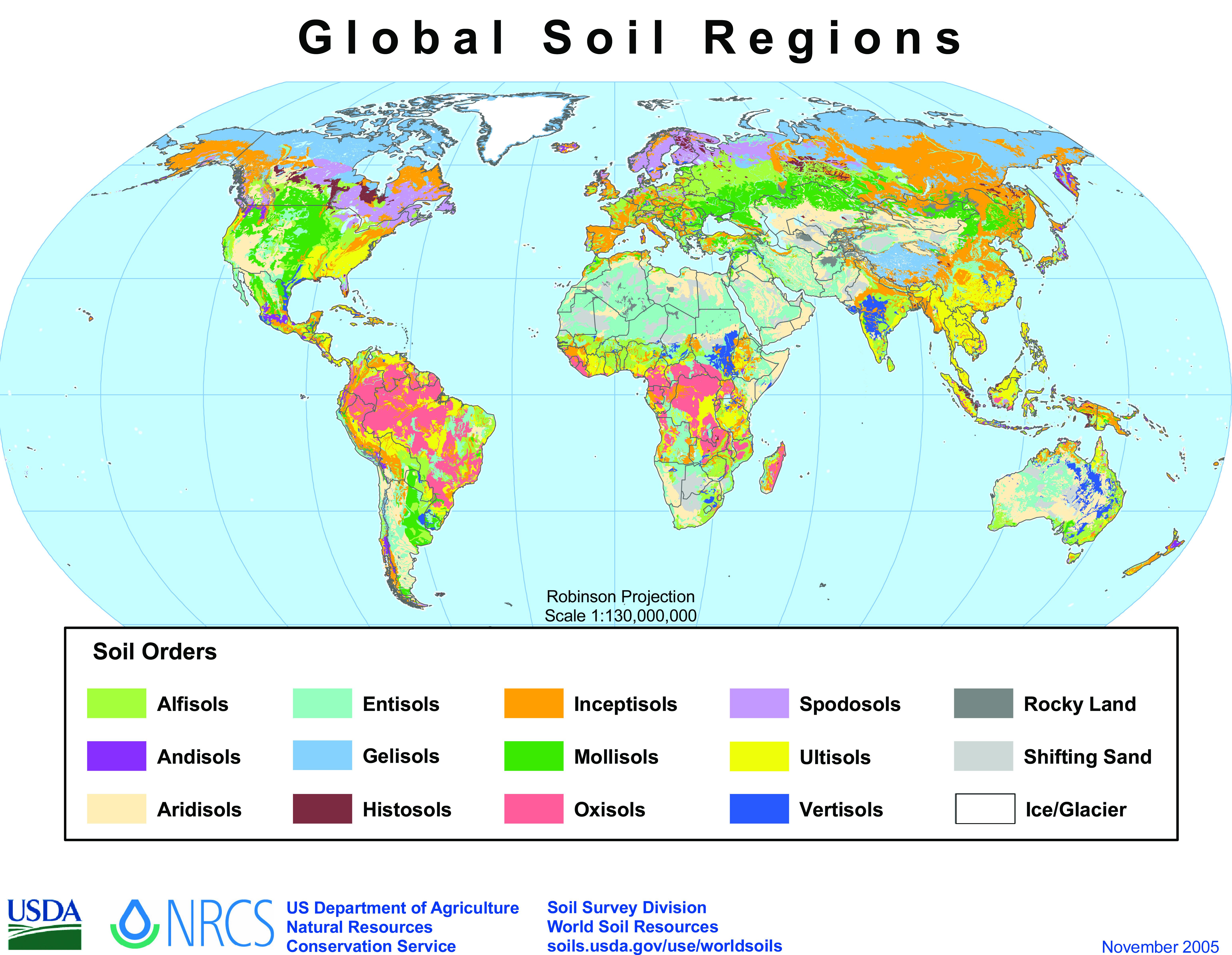
USDA의 세계 토양 지역 지도

토양구(土壤區, soil type)는 토양학의 분류 단위이다. 잘 정의된 일정한 속성 집합을 공유하는 모든 토양은 특유의 토양구를 형성한다. 토양구는 토양의 체계적인 분류를 다루는 과학인 토양 분류의 기술 용어이다. 세계의 모든 토양은 특정 토양구에 속한다. 토양구는 추상적인 용어이다. 자연에서는 토양구를 발견할 수 없다. 특정 토양구에 속하는 토양을 발견할 수 있다.
계층적 토양 분류 시스템에서 토양구는 대부분 상위 또는 중간 수준에 속한다. 토양구는 일반적으로 하위 토양구로 세분될 수 있으며, 많은 시스템에서 여러 토양구를 더 높은 범주의 실체로 결합할 수 있다. 그러나 미국의 첫 번째 분류 시스템(휘트니, 1909)에서는 토양구가 가장 낮은 수준이자 매핑 단위였다.
토양구의 정의를 위해 일부 시스템은 주로 토양생성작용의 결과인 특성을 사용한다. 독일 토양 체계론이 그 예이다. 다른 시스템은 토양 형성 과정의 결과인 특성과 모재로부터 상속된 특성을 결합한다. 세계토양자원기준 (WRB)과 USDA 토양 분류법이 그 예이다. 다른 시스템은 속성이 토양생성작용의 결과인지 여부를 묻지 않는다. 호주 토양 분류법이 그 예이다.
토양구를 정의하는 편리한 방법은 토양층위를 참조하는 것이다. 그러나 일부 초기 토양은 명확한 층위 발달조차 없을 수 있기 때문에 항상 가능한 것은 아니다. 다른 토양의 경우 전체 토양 단면에서 공통적인 일부 속성만 참조하여 토양구를 정의하는 것이 더 편리할 수 있다. 예를 들어, WRB는 사양토를 모래 함량으로 정의한다. 많은 토양은 인간 활동에 다소 강하게 영향을 받는다. 이는 다양한 분류 시스템의 많은 토양구 정의에 반영되어 있다.
토양구는 매우 일반적이고 널리 사용되는 용어이기 때문에 많은 토양 분류 시스템은 정의에 이 용어를 사용하지 않는다. USDA 토양 분류법은 목, 아목, 대군, 소군, 과, 계열이라는 6개의 계층적 수준이 있다. WRB는 첫 번째 수준을 참고 토양군이라고 부른다. WRB의 두 번째 수준은 분류자를 추가하여 구성되며, 그 결과(참고 토양군 + 분류자)에 대해서는 분류 용어가 사용되지 않는다.

## 같이 보기
- 포도원 토양 유형 목록